# DEAD OR ALIVE (アルバム)
『DEAD OR ALIVE 』（デッド・オア・アライブ）は、エレファントカシマシ初のミニ・アルバム。2002年12月26日に東芝EMI/FAITHFUL.から発売。

## 内容
前々作『good morning』前作『ライフ』で多用された打ち込みを廃し、従来のシンプルなバンドサウンドに戻した作品。外部プロデューサーの起用も本作では見送られた。
宮本浩次は本作以降2006年発売の『町を見下ろす丘』の発売に至るまで、メディアへの露出を極端に控えるようになる。
本作で初のコピーコントロールCDを採用（次作『俺の道』まで）。2009年9月16日、CD-DA盤が再発。2枚組ライブDVD『LIFE TOUR 2002』が同時発売。

## 収録曲
全作詞・作曲：宮本浩次
全編曲：エレファントカシマシ
1. DEAD OR ALIVE (5:13)
2. 漂う人の性 (4:14)
3. クレッシェンド・デミネンド -陽気なる逃亡者たる君へ- (5:15)
4. 何度でも立ち上がれ (4:23)
5. 未来の生命体 (6:04)